# Івановка (Оренбурзький район)
Іва́новка (рос. Ивановка) — село у складі Оренбурзького району Оренбурзької області, Росія.

## Населення
Населення — 2216 осіб (2010; 1920 у 2002).
Національний склад (станом на 2002 рік):
- росіяни — 85 %